# Jonas Sjöstedt

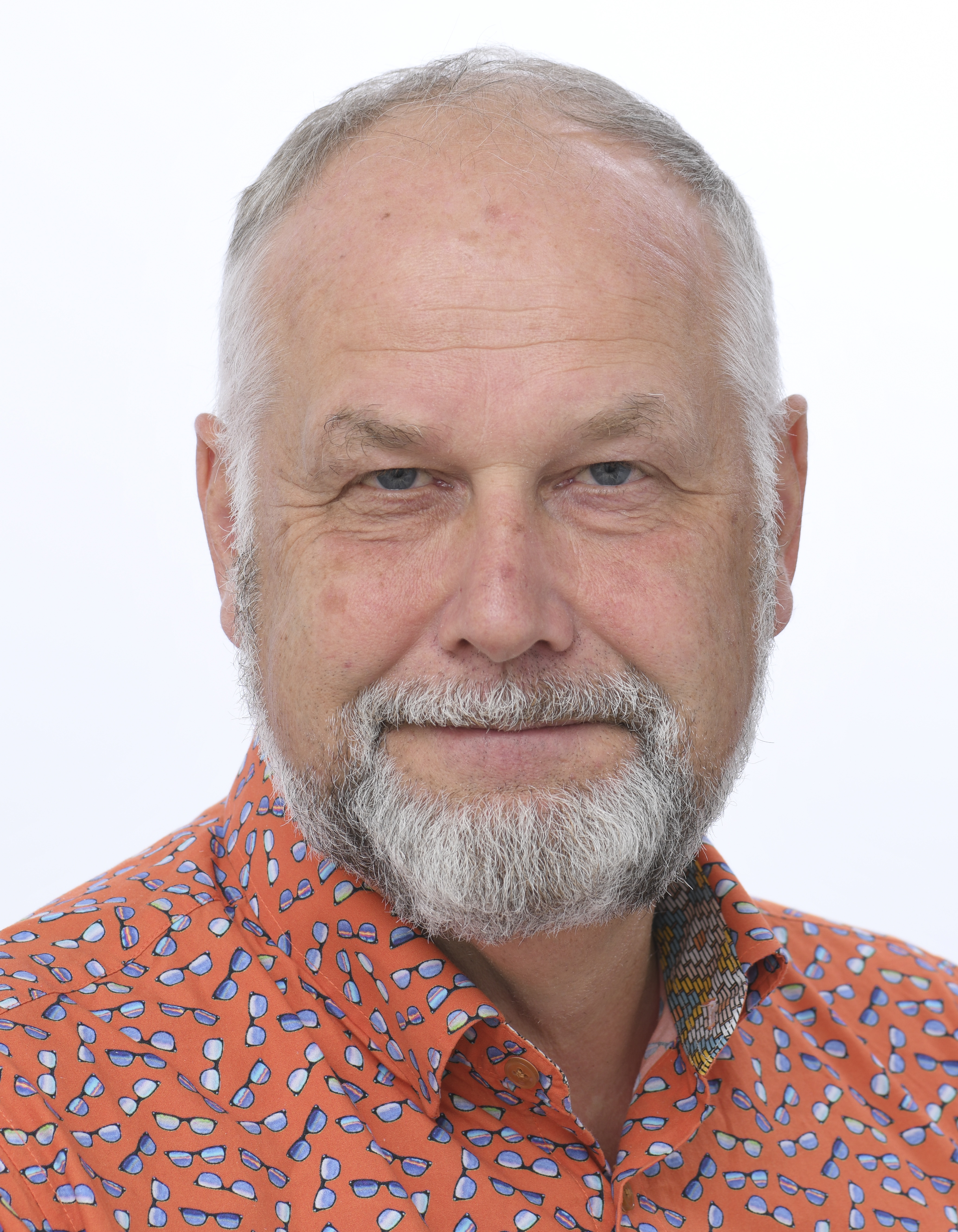
Jonas Sjöstedt (2024)

Jonas Sjöstedt (* 25. Dezember 1964 in Göteborg) ist ein schwedischer Politiker der Vänsterpartiet.

## Leben
Sjöstedt war in Schweden als Metallarbeiter tätig. Von 1995 bis 26. September 2006 war er Abgeordneter im Europäischen Parlament. Dort war er Mitglied in der Delegation im Gemischten Parlamentarischen Ausschuss Europäischer Wirtschaftsraum (EWR), im Institutionellen Ausschuss und in der Delegation im Gemischten Parlamentarischen Ausschuss EU-Slowakei. Von 2006 bis 2010 wohnte er in New York City. Er war von 2010 bis 2020 Abgeordneter im Schwedischen Reichstag. Zwischen 2012 und 2020 war er als Nachfolger von Lars Ohly  Parteivorsitzender der Vänsterpartiet.
Im Jahr 2024 wurde Sjöstedt als Spitzenkandidat der Vänsterpartiet erneut in das Europäische Parlament gewählt.